# PEC in het seizoen 1961/62
Het seizoen 1961/1962 was het 51e jaar in het bestaan van de Zwolse voetbalclub PEC. De club kwam uit in de Tweede divisie en eindigde daarin op de 14e plaats. Ook werd deelgenomen aan het toernooi om de KNVB beker, hierin werd de club in de tweede ronde uitgeschakeld door Vitesse (4–2).

## Wedstrijdstatistieken

### Tweede divisie
| 1e speelronde                                         | PEC | 0 – 5 (0 – 1) | Velox                                                                                 |
| 3 september 1961 Plaats: Zwolle De Vrolijkheid        | |               | 9', 59', 81' Frans Geurtsen 54' Ben Aarts 85' Dick Nachtegaal                         |
| 2e speelronde                                         | Oldenzaal | 2 – 1 (1 – 0) | PEC                                                                                   |
| 10 september 1961 Plaats: Oldenzaal Het Heuveltje     | Johan Beuvink 45', 57'                                                                                              |               | 63' Leo Koopman                                                                       |
| 3e speelronde                                         | PEC | 5 – 1 (2 – 1) | Longa                                                                                 |
| 17 september 1961 Plaats: Zwolle De Vrolijkheid       | Jan Brouwer 27' John Abma 43', 56' Theo Kok 73' Leo Koopman 80'                                                     |               | 3' Leo Snijders                                                                       |
| 4e speelronde                                         | De Graafschap | 3 – 0 (0 – 0) | PEC                                                                                   |
| 24 september 1961 Plaats: Doetinchem De Vijverberg    | Ap Bosveld 55', –' Hennie Oonk –' (pen.)                                                                            |               |                                                                                       |
| 5e speelronde                                         | UVS | 2 – 0 (1 – 0) | PEC                                                                                   |
| 1 oktober 1961 Plaats: Leiden Kikkerpolder            | Jan Verhoeven 27' George Breitner 84'                                                                               |               |                                                                                       |
| 6e speelronde                                         | PEC | 2 – 4 (1 – 3) | Helmondia '55                                                                         |
| 8 oktober 1961 Plaats: Zwolle De Vrolijkheid          | Jan Westerbeek 21' Leo Koopman 64'                                                                                  |               | 11', 33' Theo Spierings 13' (pen.) Coen Dillen 70' Harry van de Ven                   |
| 7e speelronde                                         | Baronie | 1 – 1 (0 – 1) | PEC                                                                                   |
| 15 oktober 1961 Plaats: Breda De Blauwe Kei           | Homme Siebenga 90' (e.d.)                                                                                           |               | 20' John Abma                                                                         |
| 8e speelronde                                         | PEC | 3 – 2 (1 – 1) | EDO                                                                                   |
| 29 oktober 1961 Plaats: Zwolle De Vrolijkheid         | Jan Brouwer 37' John Abma 48' Leo Koopman 62'                                                                       |               | 4' Doby Peters 76' Hans Spiers                                                        |
| 9e speelronde                                         | RCH | 1 – 3 (0 – 1) | PEC                                                                                   |
| 5 november 1961 Plaats: Heemstede Sportparklaan       | Piet Brouwer 57' |               | 24' Jan Brouwer 85' Leo Koopman 90' (e.d.) Jan Honout                                 |
| 10e speelronde                                        | PEC | 2 – 2 (1 – 0) | N.E.C.                                                                                |
| 19 november 1961 Plaats: Zwolle De Vrolijkheid        | Leo Koopman 32' Jan Brouwer 84'                                                                                     |               | 72' Tini van Reeken 74' Cor Smulders                                                  |
| 11e speelronde                                        | Zwartemeer | 1 – 2 (0 – 1) | PEC                                                                                   |
| 26 november 1961 Plaats: Klazienaveen Mr. Ovingstraat | Jan Smit 86' |               | 43' Wannie Sterken 50' Jan Brouwer                                                    |
| 12e speelronde                                        | PEC | 1 – 2 (0 – 2) | Zwolsche Boys                                                                         |
| 3 december 1961 Plaats: Zwolle De Vrolijkheid         | Leo Koopman 64' |               | 25' Henk Schols 38' Rein van Veen                                                     |
| 13e speelronde                                        | Velox | 3 – 1 (2 – 1) | PEC                                                                                   |
| 14 januari 1962 Plaats: Utrecht Koningsweg            | Piet Miltenburg 35' Frans Geurtsen 40', 47'                                                                         |               | 25' John Abma                                                                         |
| 14e speelronde                                        | PEC | 1 – 0 (0 – 0) | oldenzaal                                                                             |
| 21 januari 1962 Plaats: Zwolle De Vrolijkheid         | Homme Siebenga 47' (pen.)                                                                                           |               |                                                                                       |
| 15e speelronde                                        | Longa | 1 – 1 (0 – 1) | PEC                                                                                   |
| 28 januari 1962 Plaats: Tilburg Aan de spoorbrug      | Jan Meijer 73' |               | 17' Leo Koopman                                                                       |
| 16e speelronde                                        | Tubantia | 1 – 2 (1 – 1) | PEC                                                                                   |
| 11 februari 1962 Plaats: Hengelo Veldwijk             | Frans Olde Riekerink 45'                                                                                            |               | 15' Leo Koopman 57' John Abma                                                         |
| 17e speelronde                                        | PEC | 3 – 2 (0 – 0) | UVS                                                                                   |
| 18 februari 1962 Plaats: Zwolle De Vrolijkheid        | Jan Westerbeek 50' Leo Koopman 61', 83'                                                                             |               | 68', 87' (pen.) Wim van Kampen                                                        |
| 18e speelronde                                        | Helmondia '55 | 2 – 1 (1 – 0) | PEC                                                                                   |
| 25 februari 1962 Plaats: Helmond De Braak             | Theo Spierings 18' Gerard van de Kerkhof 86'                                                                        |               | 61' Theo Kok                                                                          |
| 19e speelronde                                        | PEC | 4 – 4 (3 – 0) | Baronie                                                                               |
| 4 maart 1962 Plaats: Zwolle De Vrolijkheid            | Jan Brouwer 9', 39' Leo Koopman 40' Wannie Sterken 52'                                                              |               | 48' Joop van Ginneken 55' (pen.) Henk van Ierssel 59' Henny Soffers 68' Hans de Jongh |
| 20e speelronde                                        | EDO | 3 – 0 (1 – 0) | PEC                                                                                   |
| 11 maart 1962 Plaats: Haarlem Noordersportpark        | Frits van der Putten 25' Doby Peters 47' Ferry Kock 68' (pen.)                                                      |               |                                                                                       |
| 21e speelronde                                        | PEC | 1 – 3 (0 – 1) | RCH                                                                                   |
| 18 maart 1962 Plaats: Zwolle De Vrolijkheid           | John Abma 55' |               | 38', 64' Maup Kruijer 82' Bram Peper                                                  |
| 22e speelronde                                        | N.E.C. | 7 – 2 (3 – 1) | PEC                                                                                   |
| 25 maart 1962 Plaats: Nijmegen Goffertstadion         | Toon Mijling 10' Appie Meeuwissen 21', 38', 60' Theo Slijkhuis 83' (pen.) Appie Meeuwissen Gerard Koopman –' (pen.) |               | 17' Wannie Sterken –' (pen.) Jan Westerbeek                                           |
| 23e speelronde                                        | PEC | 1 – 3 (0 – 2) | Zwartemeer                                                                            |
| 8 april 1962 Plaats: Zwolle De Vrolijkheid            | Leo Koopman 87' |               | 8', 59' Jan Smit 37' Willy Hoogenberg                                                 |
| 24e speelronde                                        | Zwolsche Boys | 2 – 0 (1 – 0) | PEC                                                                                   |
| 15 april 1962 Plaats: Zwolle Gemeentelijk Sportpark   | Rein van Veen 18' Karel van der Woude 81'                                                                           |               |                                                                                       |
| 25e speelronde                                        | PEC | 0 – 0         | Roda Sport                                                                            |
| 23 april 1962 Plaats: Zwolle De Vrolijkheid           | |               |                                                                                       |
| 26e speelronde                                        | PEC | 5 – 1 (2 – 0) | Tubantia                                                                              |
| 29 april 1962 Plaats: Zwolle De Vrolijkheid           | Dick van Ekeren 1' Ludwig Mans 13' Wannie Sterken 53' Leo Koopman 72' Adri Jansen –' (pen.)                         |               | 65' Frans Olde Riekerink                                                              |
| 27e speelronde                                        | Roda Sport | 5 – 1 (2 – 1) | PEC                                                                                   |
| 13 mei 1962 Plaats: Kerkrade Jonkerbergstraat         | Joseph Büttgen 26' Hens Fischer 36', 51' Lothar Logen 50' Piet Giesen 82'                                           |               | 3' Leo Koopman                                                                        |
| 28e speelronde                                        | PEC | 2 – 1 (0 – 1) | De Graafschap                                                                         |
| 20 mei 1962 Plaats: Zwolle De Vrolijkheid             | Jan Westerbeek 59' Jan Westerbeek 82'                                                                               |               | 18' Hennie Oonk                                                                       |

### KNVB beker
| 1e ronde                                         | PEC                             | 2 – 0 (1 – 0) | N.E.C.                                 |
| 21 oktober 1961 Plaats: Zwolle De Vrolijkheid    | Leo Koopman 14' Jan Brouwer 82' |               |                                        |
| 2e ronde                                         | Vitesse                         | 4 – 2 (1 – 2) | PEC                                    |
| 31 maart 1962 Plaats: Arnhem Nieuw-Monnikenhuize | Jan Seelen 3', 59', 75', 80'    |               | 7' Jan Brouwer 27' (e.d.) Wim Pothoven |

## Selectie en technische staf

### Selectie 1961/62
| Nr.           | Nat.               | Naam            | Competitie | Competitie | Beker      | Beker      | Totaal     | Totaal     | Seizoen    | Vorige club        | Debuut     |            |            |            |
| Nr.           | Nat.               | Naam            | W          |            | W          |            | W          |            | Seizoen    | Vorige club        | Debuut     |            |            |            |
| Doelmannen    | Doelmannen         | Doelmannen      | Doelmannen | Doelmannen | Doelmannen | Doelmannen | Doelmannen | Doelmannen | Doelmannen | Doelmannen         | Doelmannen | Doelmannen | Doelmannen | Doelmannen |
| ------------- | ------------------ | --------------- | ---------- | ---------- | ---------- | ---------- | ---------- | ---------- | ---------- | ------------------ | ---------- | ---------- | ---------- | ---------- |
| -             | Vlag van Nederland | Henk Lammers    | –          | 0          | –          | 0          | –          | 0          | –          | Onbekend           | –          |            |            |            |
| Verdedigers   |                    |                 |            |            |            |            |            |            |            |                    |            |            |            |            |
| -             | Vlag van Nederland | Adri Jansen     | –          | 1          | –          | 0          | –          | 1          | 1e         | Jeugd              | –          |            |            |            |
| -             | Vlag van Nederland | Jan Koops       | –          | 0          | –          | 0          | –          | 0          | –          | Onbekend           | –          |            |            |            |
| -             | Vlag van Suriname  | Ludwig Mans     | –          | 1          | –          | 0          | –          | 1          | 5e         | Voorwaarts         | –          |            |            |            |
| -             | Vlag van Nederland | Homme Siebenga  | –          | 1          | –          | 0          | –          | 1          | 4e         | Heerenveen         | –          |            |            |            |
| -             | Vlag van Nederland | Jan Tielbaard   | –          | 0          | –          | 0          | –          | 0          | –          | Onbekend           | –          |            |            |            |
| Middenvelders |                    |                 |            |            |            |            |            |            |            |                    |            |            |            |            |
| -             | Vlag van Nederland | Jan Brouwer     | –          | 7          | –          | 2          | –          | 9          | –          | Onbekend           | –          |            |            |            |
| -             | Vlag van Nederland | Wannie Sterken  | –          | 4          | –          | 0          | –          | 4          | 1e         | Jeugd              | –          |            |            |            |
| Aanvallers    |                    |                 |            |            |            |            |            |            |            |                    |            |            |            |            |
| -             | Vlag van Nederland | John Abma       | –          | 7          | –          | 0          | –          | 7          | –          | KHC (ama)          | –          |            |            |            |
| -             | Vlag van Nederland | Dick van Ekeren | –          | 1          | –          | 0          | –          | 1          | 2e         | AGOVV              | –          |            |            |            |
| -             | Vlag van Nederland | Theo Kok        | –          | 2          | –          | 0          | –          | 2          | –          | Jeugd              | –          |            |            |            |
| -             | Vlag van Nederland | Leo Koopman     | –          | 15         | –          | 1          | –          | 16         | 7e         | Rohda Raalte (ama) | –          |            |            |            |
| -             | Vlag van Nederland | Hennie van Nee  | –          | 0          | –          | 0          | –          | 0          | 2e         | Jeugd              | –          |            |            |            |
| -             | Vlag van Nederland | Jan Westerbeek  | –          | 5          | –          | 0          | –          | 5          | 14e        | Jeugd              | –          |            |            |            |
| Nr.           | Nat.               | Naam            | W          |            | W          |            | W          |            | Seizoen    | Vorige club        | Debuut     |            |            |            |
| Nr.           | Nat.               | Naam            | Competitie | Competitie | Beker      | Beker      | Totaal     | Totaal     | Seizoen    | Vorige club        | Debuut     |            |            |            |

### Technische staf
| Naam              | Functie      |
| ----------------- | ------------ |
| Herman Spijkerman | Hoofdtrainer |

## Statistieken PEC 1961/1962

### Eindstand PEC in de Nederlandse Tweede divisie 1961 / 1962
| Stand | Gespeeld | Gewonnen | Gelijk | Verloren | Punten | Doelpunten voor | Doelpunten tegen |
| ----- | -------- | -------- | ------ | -------- | ------ | --------------- | ---------------- |
| 14e   | 28       | 9        | 5      | 14       | 23     | 45              | 64               |

### Topscorers
| #              | Naam             | Goal |
| -------------- | ---------------- | ---- |
| 1.             | Leo Koopman      | 15   |
| 2.             | John Abma        | 7    |
| 2.             | Jan Brouwer      | 7    |
| 4.             | Jan Westerbeek   | 5    |
| 5.             | Wannie Sterken   | 4    |
| 6.             | Theo Kok         | 2    |
| 7.             | Dick van Ekeren  | 1    |
| 7.             | Adri Jansen      | 1    |
| 7.             | Ludwig Mans      | 1    |
| 7.             | Homme Siebenga   | 1    |
| Eigen doelpunt |                  |      |
| –              | Jan Honout (RCH) | 1    |
| Totaal         | Totaal           | 45   |

| #              | Naam                   | Goal |
| -------------- | ---------------------- | ---- |
| 1.             | Jan Brouwer            | 2    |
| 2.             | Leo Koopman            | 1    |
| Eigen doelpunt |                        |      |
| –              | Wim Pothoven (Vitesse) | 1    |
| Totaal         | Totaal                 | 4    |

### Punten per speelronde
| Speelronde | 1 | 2 | 3 | 4 | 5 | 6 | 7 | 8 | 9 | 10 | 11 | 12 | 13 | 14 | 15 | 16 | 17 | 18 | 19 | 20 | 21 | 22 | 23 | 24 | 25 | 26 | 27 | 28 |
| ---------- | - | - | - | - | - | - | - | - | - | -- | -- | -- | -- | -- | -- | -- | -- | -- | -- | -- | -- | -- | -- | -- | -- | -- | -- | -- |
| Punten     | 0 | 0 | 2 | 0 | 0 | 0 | 1 | 2 | 2 | 1  | 2  | 0  | 0  | 2  | 1  | 2  | 2  | 0  | 1  | 0  | 0  | 0  | 0  | 0  | 1  | 2  | 0  | 2  |

### Punten na speelronde
| Speelronde | 1 | 2 | 3 | 4 | 5 | 6 | 7 | 8 | 9 | 10 | 11 | 12 | 13 | 14 | 15 | 16 | 17 | 18 | 19 | 20 | 21 | 22 | 23 | 24 | 25 | 26 | 27 | 28 |
| ---------- | - | - | - | - | - | - | - | - | - | -- | -- | -- | -- | -- | -- | -- | -- | -- | -- | -- | -- | -- | -- | -- | -- | -- | -- | -- |
| Punten     | 0 | 0 | 2 | 2 | 2 | 2 | 3 | 5 | 7 | 8  | 10 | 10 | 10 | 12 | 13 | 15 | 17 | 17 | 18 | 18 | 18 | 18 | 18 | 18 | 19 | 21 | 21 | 23 |

### Stand na speelronde
| Speelronde | 1   | 2   | 3   | 4   | 5   | 6   | 7   | 8   | 9   | 10  | 11  | 12  | 13  | 14  | 15  | 16  | 17  | 18  | 19  | 20  | 21  | 22  | 23  | 24  | 25  | 26  | 27  | 28  |
| ---------- | --- | --- | --- | --- | --- | --- | --- | --- | --- | --- | --- | --- | --- | --- | --- | --- | --- | --- | --- | --- | --- | --- | --- | --- | --- | --- | --- | --- |
| Stand      | 14e | 14e | 12e | 13e | 14e | 15e | 15e | 14e | 11e | 12e | 10e | 12e | 13e | 13e | 11e | 10e | 10e | 11e | 10e | 11e | 11e | 13e | 14e | 15e | 14e | 13e | 14e | 14e |

### Doelpunten per speelronde
| Speelronde | 1 | 2 | 3 | 4 | 5 | 6 | 7 | 8 | 9 | 10 | 11 | 12 | 13 | 14 | 15 | 16 | 17 | 18 | 19 | 20 | 21 | 22 | 23 | 24 | 25 | 26 | 27 | 28 | Totaal |
| ---------- | - | - | - | - | - | - | - | - | - | -- | -- | -- | -- | -- | -- | -- | -- | -- | -- | -- | -- | -- | -- | -- | -- | -- | -- | -- | ------ |
| Doelpunten | 0 | 1 | 5 | 0 | 0 | 1 | 2 | 3 | 3 | 2  | 2  | 1  | 1  | 1  | 1  | 2  | 3  | 1  | 4  | 0  | 1  | 2  | 1  | 0  | 0  | 5  | 1  | 2  | 45     |

## Voetnoten
Baronie · EDO · De Graafschap · Helmondia '55 · LONGA · N.E.C. · Oldenzaal · PEC · RCH · Roda Sport · Tubantia · UVS · Velox · Zwartemeer · Zwolsche Boys